# Simba: è nato un re
Simba: è nato un re è una serie animata italiana in 52 puntate prodotta dalla Mondo TV.

## Distribuzione
In Italia, il cartone animato è stato trasmesso per la prima volta all'interno di Ciao Ciao su Italia 1 nel 1997, e replicato prima su Rete 4 all'interno di Game Boat nel 1998 e su Hiro nel 2010.
Nei primi anni 2000 la serie è stata resa disponibile per l'home video attraverso la distribuzione in edicola delle VHS, in totale 26, contenenti due episodi ciascuno.

## Opere correlate
Mondo TV produsse una serie spin-off di 26 episodi incentrata sul figlio di Simba, intitolata Simba Junior ai mondiali di calcio (conosciuta anche come Simba Jr., re del football nel mercato VHS e DVD).

## Doppiaggio
| Personaggio     | Doppiatore                                           |
| --------------- | ---------------------------------------------------- |
| Simba           | Cinzia Massironi (cucciolo) Patrizio Prata (adulto)  |
| Bimbo           | Jasmine Laurenti (cucciolo) Simone D'Andrea (adulto) |
| Madre di Simba  | Loredana Nicosia                                     |
| Rana            | Pietro Ubaldi                                        |
| Shere Khan      | Mario Zucca                                          |
| Jena            | Nicola Bartolini Carrassi                            |
| Thin            | Graziano Galoforo                                    |
| Winner          | Davide Garbolino                                     |
| XL              | Paolo Torrisi                                        |
| Ratmouse        | Marco Balzarotti                                     |
| Kaa             | Diego Sabre                                          |
| Re delle aquile | Mario Scarabelli                                     |
| Voce narrante   | Daniela Trapelli                                     |

## Episodi
| N° | Titolo                          | N° | Titolo                    |
| -- | ------------------------------- | -- | ------------------------- |
| 1  | Simba il re leone               | 27 | La mediazione             |
| 2  | La fame                         | 28 | Il mantello rosso         |
| 3  | Il sesto senso                  | 29 | La valle dimenticata      |
| 4  | L'unione fa la forza            | 30 | Il piccolo lampo          |
| 5  | Il naufragio                    | 31 | Gli alleati di Simba      |
| 6  | L'Orsa Maggiore                 | 32 | Il potere dei topolini    |
| 7  | Bimbo e il re degli alberi      | 33 | L'attacco                 |
| 8  | La grande festa                 | 34 | Il duello                 |
| 9  | Le farfalle                     | 35 | Il tradimento             |
| 10 | Il mostro della pioggia         | 36 | Il ricatto                |
| 11 | Il filtro dell'invisibilità     | 37 | L'agguato                 |
| 12 | La partita di calcio            | 38 | Colpo di fulmine          |
| 13 | I cani rossi                    | 39 | Le trappole               |
| 14 | Il re delle aquile              | 40 | L'incontro                |
| 15 | L'incendio                      | 41 | L'usurpatore              |
| 16 | Il cobra bianco                 | 42 | Il terribile duello       |
| 17 | La tartaruga gigante            | 43 | L'incoronazione           |
| 18 | Gli occhiali del gufo           | 44 | Le nozze di Simba         |
| 19 | Il territorio del vecchio leone | 45 | Il ritorno                |
| 20 | Gli insetticidi                 | 46 | La foresta nera           |
| 21 | L'anaconda cambia pelle         | 47 | La grande festa           |
| 22 | La valle dei fiori              | 48 | Il tesoro della caverna   |
| 23 | La lezione di nuoto             | 49 | Un nuovo pericolo         |
| 24 | L'addestramento                 | 50 | Attacco alla foresta nera |
| 25 | Un'esperienza straordinaria     | 51 | La profezia               |
| 26 | La torpedine                    | 52 | Il segreto del medaglione |

## Riferimenti e ispirazione
La vicenda fonde spunti evidenti provenienti da Il re leone (lo stesso nome del protagonista e alcune vicende presenti, simili a quelle del film) e dal romanzo Il libro della giungla, di Kipling (la tigre Shere Khan, già presente nel romanzo come antagonista di Mowgli).
La caratterizzazione e il nome del co-protagonista, Bimbo, sembrano richiamare il personaggio Disney del cerbiatto Bambi.
Simba inoltre viene intitolato di poteri magici che appaiono con il simbolo di piccole stelle disposte sul suo petto a formare la costellazione dell'Orsa Maggiore, richiamando le cicatrici che Kenshiro, protagonista di Ken il guerriero, ha a sua volta sul petto.